# Andrzej Potocki (zm. 1610)
Andrzej Potocki herbu Pilawa (zm. 4 listopada 1610 roku) – kasztelan kamieniecki w latach 1607-1610, podkomorzy kamieniecki w 1606 roku, podczaszy kamieniecki w latach 1589-1604, rotmistrz królewski w 1595 roku, kalwinista.

## Życiorys
Jego matką była Anna Czermińska. Brat Jakuba, Jana i Stefana.
Studiował w Lipsku w latach 1568-1569.
Poseł na sejm pacyfikacyjny 1589 roku z województwa podolskiego, deputat do traktatu bytomsko-będzińskiego.
Poseł na sejm 1590/1591 roku z powiatu kołomyjskiego.
W 1607 roku był posłem na sejm z województwa podolskiego.
Brał udział po stronie Zygmunta III w bitwie pod Guzowem, w której odniósł ciężkie rany, od których wkrótce umarł.
Jego małżonkami były Zofia z Piaseckich i Katarzyna z Buczackich-Tworowskich, córka Mikołaja. Dzieci (m.in.):
- Stanisław Rewera
- Anna, jej mężem był Stanisław Golski